# アイク・ナッシ
アイザック・ロバート・"アイク"・ナッシ（Isaac Robert "Ike" Nassi, 1949年 - ）は、ニューヨーク州ブルックリンで生まれ、カリフォルニア州キャンベルにあるTidalScale, Inc.のCEO兼カリフォルニア大学サンタクルーズ校のコンピュータサイエンスの客員教授であり、 かつてはSAPの研究担当上級副社長を務め、SAPのテクノロジーインフラストラクチャのビジョン、方向性、実行の指導に重点を置いたSAPリサーチテクノロジーインフラストラクチャーの実践リーダーだった。 彼のグループはまた、SAPスポンサーアカデミックリサーチプログラムを担当した。
TidalScaleとSAPでの職歴に先立ち、ナッシはFiretide、InfoGear Technology、アンコールコンピュータの3社を立ち上げた。 同氏は無線メッシュ会社Firetideを共同創設し、CTO、執行副社長、理事会会長を務めた。ナッシは、シスコシステムズに買収されるまでInfoGearのCTOおよび製品オペレーション責任者を務めた。 また、今日のマルチコアプロセッサの先駆けの対称型マルチプロセッサのパイオニアであるアンコールコンピュータの設立を支援した。
彼の創業経験に加えて、InfoGear Technologyの買収に続いてシスコシステムズのエグゼクティブポジションを務め、Apple Computerのソフトウェア担当上級副社長として1996年11月に辞任するまでTaligent, MkLinux, Coplandの開発責任者を務めた。また、Visual Technology、Digital Equipment Corporation、SofTech, Incの幹部および上級管理職を務めた。
ナッシは、カリフォルニア州マウンテンビューのコンピュータ歴史博物館の理事会のメンバーとして活躍している。以前は、 Anita Borg Institute for Women transform technology.の役員であった。IEEEのメンバーであり、ノースウェスタン大学、ストーニーブルック大学、北京大学の諮問委員である。また、スタンフォード大学とカリフォルニア大学バークレー校の客員研究員である。以前はMITの客員研究員だった。 ナッシは、Ada設計に関する研究のために、国防総省から特許と認定サービスの証明書を取得している。彼はDARPAの情報システムおよび技術グループのメンバーであり、1991年の新電気通信法に関する議会の前に証言している。